# 岩木誠一郎
岩木 誠一郎（いわき せいいちろう、1959年2月19日 - ）は、日本の詩人。

## 経歴
北海道生まれ。札幌市在住。本名・直人。北海道教育大学札幌分校卒。北海道高等盲学校、北海道札幌視覚支援学校などで国語教師を務めた。現代詩人会会員、北海道詩人協会副会長。1999年、金井雄二、伊藤芳博と同人詩誌「59」を始める。2004年の『あなたが迷いこんでゆく街』で第42回北海道詩人協会賞受賞。2018年の『余白の夜』で第56回歴程賞受賞。

## 著書
- 『青空のうた』詩学社,1986
- 『ラヴ・コール』ミッドナイト・プレス, 1989
- 『夕焼けのパン 詩集』ミッドナイト・プレス, 1991
- 『風の写真』ミッドナイト・プレス, 1995
- 『夕方の耳』ミッドナイト・プレス, 2000
- 『あなたが迷いこんでゆく街』ミッドナイト・プレス, 2004
- 『流れる雲の速さで』思潮社, 2011
- 『余白の夜』思潮社, 2018.1